# Chaetonotus chicous
Chaetonotus chicous är en djurart som tillhör fylumet bukhårsdjur, och som beskrevs av William D. Hummon 1974. Chaetonotus chicous ingår i släktet Chaetonotus och familjen Chaetonotidae. Inga underarter finns listade i Catalogue of Life.